# Navistal
Das Navistal ist ein rund 10 km langes Seitental des Wipptales in den Tuxer Alpen in Tirol.

## Geographie
Das Navistal zweigt zwischen Matrei am Brenner und Steinach am Brenner nach Osten ab und wird vom Navisbach durchflossen, der in die Sill mündet. Bei Navis Dorf gabelt sich das Tal in zwei Quelltäler, die vom Klammbach bzw. Weirichbach durchflossen werden. Der Talschluss wird vom Lizumer Reckner (2886 m ü. A.) und vom Geier (2857 m ü. A.), den beiden höchsten Erhebungen der Tuxer Alpen, gebildet.
Das Tal ist zur Gänze als V-Tal ausgebildet und weist als einziges der Seitentäler des Nordtiroler Wipptales nirgendwo eine ebene Talsohle auf. Nur die Sonnenseite ist besiedelt, auf der Schattseite reicht der Wald bis zum Navisbach. Die wichtigsten Siedlungen sind Außerweg, Unterweg und Oberweg, die mit weiteren Rotten, zerstreuten Häusern und Einzelhöfen die Gemeinde Navis bilden. Das Tal ist durch eine Landesstraße (L228, Naviser Straße) erschlossen.

## Geschichte
Der Name wird auf die Ausgangsform *Navisia zurückgeführt, dem vorrömisch *nava (‚Ebene, die von Geländeerhebungen gesäumt ist‘, ‚Tallage‘) zugrunde liegt.
Das Navistal wurde möglicherweise schon in vorrömischer Zeit als Weide- und Jagdgebiet genutzt, unter den Römern wurden die ersten Viehhöfe und Almen angelegt, die nur im Sommer bewohnt wurden. Die dauerhafte Besiedelung des Tales erfolgte erst im 12. Jahrhundert durch die Errichtung von Schwaighöfen. Ersturkundlich ist der Talname in einer lateinischen Besitzbestätigungsurkunde Papst Alexanders III. für das niederbayerische Benediktinerkloster Biburg von 1177 als Nauisse genannt.